# Torben Din
Torben Din var manden bag Danmarks første stand-up comedy-scene i København, nemlig Restaurant DIN's. Han var antikhandler i Ll. Kannikestræde i København. Han lavede i 1987/88 sin antikvitetsforretning om til en 700 m² stor restaurant og bar i 3 etager. Stedet kom til at hedde DIN's. En række standup-komikere fik lagt grundstenen til deres karriere i DIN's, bl.a. Casper Christensen, Lars Hjortshøj, Jan Gintberg, Mette Lisby, Frank Hvam, Anders “Anden” Matthesen, Mick Øgendahl, Uffe Holm, Amin Jensen, Lasse Rimmer og Thomas Wivel, Omar Marzouk, Carsten Bang, Mette Frobenius, Gordon Kennedy og Timm Vladimir.
Efter Torben Din begyndte at male, besluttede han at stoppe DIN's.
Torben Din arbejder i dag som kunstmaler, men har fravalgt danske gallerier. Han deltog på den Internationale Biennale i Chiantiano i Italien den 7.-14. september 2013, hvor han modtog 2 priser.

## Eksterne links
- Torben Dins hjemmeside